# Charles M. Vest

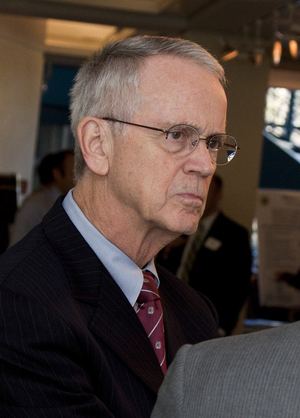
Charles M. Vest

Charles Marstiller Vest (* 9. September 1941 in Morgantown, West Virginia; † 12. Dezember 2013 in Arlington, Virginia) war ein US-amerikanischer Ingenieur und Hochschullehrer. Vest war zwischen 1990 und 2004 Präsident des Massachusetts Institute of Technology.
Vest studierte an der West Virginia University mit dem Bachelor-Abschluss in Maschinenbau 1963 und an der University of Michigan mit dem Master-Abschluss 1964 und der Promotion 1967. Ein Jahr später 1968 wurde er dort Assistant Professor und 1986 Professor (Mechanical Engineering). 1989/90 war er Provost des College of Engineering. Ab 1990 war er am MIT.
1974/75 war er Gastprofessor in Stanford.
Er forschte über Optik (optische Holografie, kohärente optische Messtechniken), Hydrodynamik (Wärmetransport, hydrodynamische Stabilität) und Computertomographie.
Am MIT setzte er sich für Frauenförderung ein und den freien Online-Zugang von Kursmaterialien (was er auch durchsetzte). 
1991 wurde Vest in die American Academy of Arts and Sciences gewählt, 2008 in die American Philosophical Society. 2006 erhielt er die National Medal of Technology and Innovation, 2011 den Vannevar Bush Award der National Science Foundation. Er war Mitglied der National Academy of Engineering, Fellow der Optical Society of America (und 1982/93 Associate Editor von dessen Journal of the Optical Society of America) und der American Association for the Advancement of Science.